# Carcharhinus longimanus
Lo squalo pinna bianca oceanico (Carcharhinus longimanus (Poey, 1861)) conosciuto anche come squalo alalunga o nella italianizzazione squalo longimano, è un grande squalo pelagico dei mari tropicali e temperati caldi appartenente alla famiglia Carcharhinidae. È una specie robusta, caratterizzata da lunghe ed arrotondate pinne a punta bianca. Spesso viene confuso con lo squalo pinna bianca del reef (Triaenodon obesus).
È un pesce aggressivo, ma che si muove lentamente, e domina le situazioni di sciacallaggio in mare. Rappresenta uno dei maggiori pericoli per i sopravvissuti ai disastri aerei o navali. Questa specie ha attaccato più volte l'uomo di quanto non abbiano fatto tutte le altre specie messe assieme. Studi recenti hanno sottolineato come il numero di pinna bianca oceanici sia in brusco calo, in quanto le loro pinne sono molto ricercate come ingrediente principale della famosa zuppa di pinne di squalo. In particolare negli ultimi anni, questa specie come molte altre, ha a che fare con una pesca sempre più diffusa attraverso il suo areale.

## Tassonomia
Lo squalo pinna bianca oceanico è stato in prima istanza descritto da René-Primevère Lesson nei suoi appunti presi durante la circumnavigazione del globo di Louis Duperrey, compiuta tra il 1822 ed il 1825 a bordo della corvetta “Coquille”. Lo scrittore ha in particolare descritto due esemplari rinvenuti presso l'Arcipelago delle Tuamotu, nella Polinesia francese ed ha assegnato loro il nome di Squalus maou, riferendosi alla parola polinesiana per “squalo”. Nome e descrizione di Lesson sono comunque state dimenticate.
Il nome attuale è stato scelto dal cubano Felipe Poey nel 1861. Prima di allora il nome Pterolamiops longimanus è stato usato a lungo. L'epiteto longimanus si riferisce alla lunghezza delle pinne (longimanus in latino significa infatti “dalla lunga mano”). In lingua inglese il pinna bianca oceanico ha altri nomi: Brown Milbert's sand bar shark, brown shark, nigano shark, whitetip whaler e whitetip shark.
Le regole della Commissione Internazionale per la Nomenclatura Zoologica prevederebbero che la prima descrizione in ordine cronologico abbia la precedenza sulle altre; in questo caso il nome scientifico del pinna bianca oceanico dovrebbe essere Carcharhinus maou. Tuttavia, il nome scelto da Lesson è rimasto dimenticato tanto a lungo che il termine Carcharhinus longimanus ha finito per diventare largamente accettato all'interno della comunità scientifica.

## Habitat
Lo squalo pinna bianca oceanico si trova ovunque in mare aperto ed in acque profonde con temperature che superino i 18 °C (64 °F). Predilige le acque con temperatura compresa tra i 20 °C (68 °F) ed i 28 °C (82 °F) e tende ad evitare le zone di mare dove la temperatura esce da questo range. Era un tempo estremamente comune e largamente diffuso e ancora oggi abita vaste zone del globo; recenti studi, tuttavia, hanno accertato che il loro numero si è ridotto drasticamente negli ultimi anni. Un'indagine statunitense compiuta tra il 1992 ed il 2000 ha stimato durante quel lasso di tempo nell'Atlantico Nord-Occidentale ed Occidentale un declino del 70% negli esemplari della specie.
Ne sono stati rinvenuti in ogni parte del mondo all'interno della fascia compresa fra il 45º parallelo Nord el il 43° Sud. Nel 2004 un pinna bianca oceanico morto è stato rinvenuto sulla costa occidentale della Svezia, molto più a Nord di quello che si credeva fosse il limite superiore del suo areale.
Questa specie trascorre la maggior parte del tempo nello strato superficiale dell'oceano, ad una profondità massima di circa 150 metri (490 ft); preferisce le aree oceaniche con acqua più profonda e lontane dalla riva. In base ai dati della pesca, più ci si allontana dalla costa, più aumenta il numero di questi squali. Occasionalmente se ne trovano anche in acque meno profonde, a circa 37 metri (120 ft) di profondità, soprattutto vicino a isole circondate dall'oceano come le Hawaii, o in aree dove la piattaforma continentale è frastagliata e si trova accesso ad acque più profonde nelle vicinanze. È in genere una specie solitaria, anche se a volte si possono osservare in gruppo in presenza di ricche fonti di cibo. Diversamente da molti animali, non ha un ciclo diurno, ma è attivo sia durante il giorno che durante la notte. Lo stile di nuotata è lento, con le pinne pettorali molto allargate. Nonostante si tengano lontani dai pesci della loro specie, si trovano spesso accompagnati da pesci pilota, lampughe, remore. Nel 1988, Jeremy Stafford-Deitsch ha riportato l'osservazione di un esemplare accompagnato da un Globicefalo di Gray.

## Anatomia ed aspetto

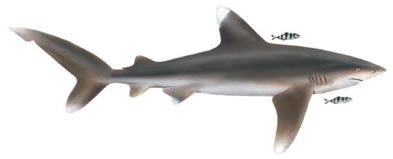
Uno squalo pinna bianca oceanico

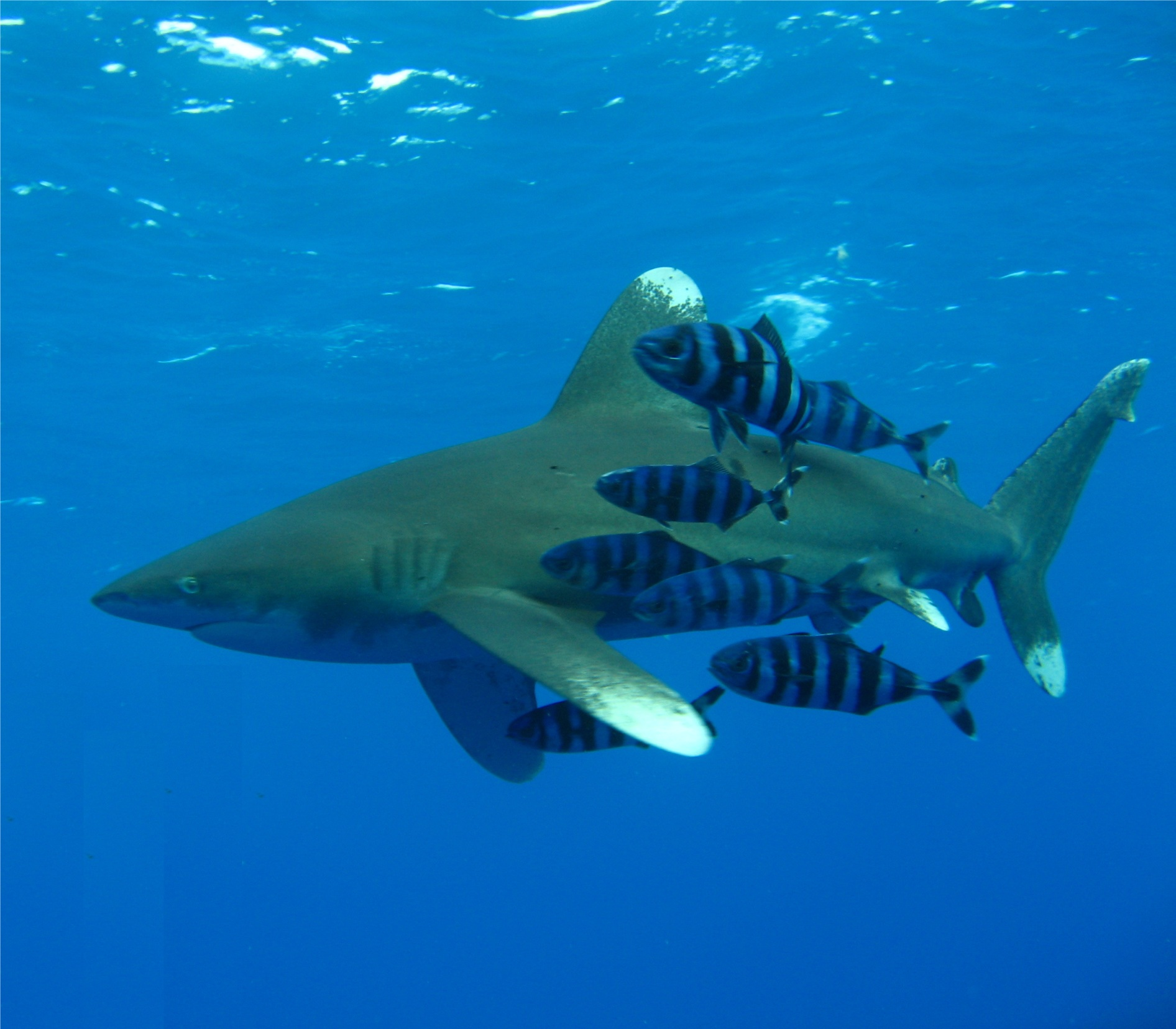
Squalo pinna bianca oceanico accompagnato da un gruppetto di pesci pilota

La caratteristica peculiare di un C. longimanus risiede nella presenza di lunghe pinne pettorali e dorsali, simili ad ali. Le pinne sono molto più grandi di quelle degli altri squali, e piuttosto arrotondate. La punta del muso è anch'essa arrotondata, gli occhi sono circolari e presentano membrane nictitanti.
Il pinna bianca oceanico ha un tipico, anche se un po' ingrossato, corpo da Carcharhinidae, spesso con un aspetto leggermente incurvato. Sul dorso è bronzeo, marrone, bluastro o grigio (il colore varia in base alla regione), e bianco sul ventre (anche se, in alcuni casi può presentare in questa parte del corpo una tonalità di giallo). La dimensione massima di un pinna bianca oceanico è di circa 4 metri (13 ft), anche se di solito non supera i 3 metri (10 ft). La massa corporea massima è invece di 270 kilogrammi (595 libbre). La femmina è in genere più larga del maschio, anche se tipicamente di soli 10 centimetri (4 in). I maschi raggiungono la maturità sessuale quando raggiungono lunghezze di circa 1,8 metri (71 in) e le femmine di circa 1,9 metri (75 in).
La maggior parte delle pinne del suo corpo (la dorsale, la pettorale, la pelvica e la caudale) presenta la tipica punta bianca (che può essere assente negli individui più giovani e, più raramente, negli adulti). Oltre alla punta bianca, le pinne possono essere maculate, e nei più giovani le macchie possono essere di colore nero. Una macchia a forma di sella può apparire tra la prima e la seconda pinna dorsale. Questa specie di squalo presenta diversi tipi di denti: nella mandibola (mascella inferiore) i denti presentano punte sottili e dentellate, e sono relativamente piccoli e di forma triangolare (sono simili a zanne). Ci sono anche tra 13 e 15 denti fusi assieme a questi sull'altro lato della “symphysis” (che è appunto una fusione fibrocartilaginea tra due ossa, in questo caso due denti). I denti della mascella superiore sono triangolari, ma molto più larghi ed ampi, con le sommità completamente dentellate. In questo caso all'altro lato della “symphysis” ci sono da 14 a 15 denti. I dentelli dermici sul corpo sono piatti e tipicamente presentano da cinque a sette spigoli.

## Dieta
Lo squalo pinna bianca oceanico si ciba principalmente di cefalopodi pelagici e pesci ossei. Ad ogni modo, la sua dieta può essere molto più varia e meno selettiva. Questa specie è stata osservata mentre si cibava di Polynemidae, Dasyatidae, Tartarughe marine, uccelli, gasteropodi, crostacei, carcasse di mammiferi, e addirittura rifiuti abbandonati da navi in transito. I pesci ossei di cui si ciba includono Alepisauridae, re d'aringhe, Barracuda, carangidi, lampughe, Marlin, Tonni e sgombri. I suoi metodi di caccia comprendono mordere casualmente all'interno di un gruppo di pesci e nuotare attraverso un banco di tonni con la bocca spalancata. Quando si nutre assieme ad altre specie, diventa aggressivo. Peter Benchley, autore de Lo squalo, ha osservato questi squali mentre nuotavano alle spalle di globicefali e ne mangiavano le feci.

## Comportamento

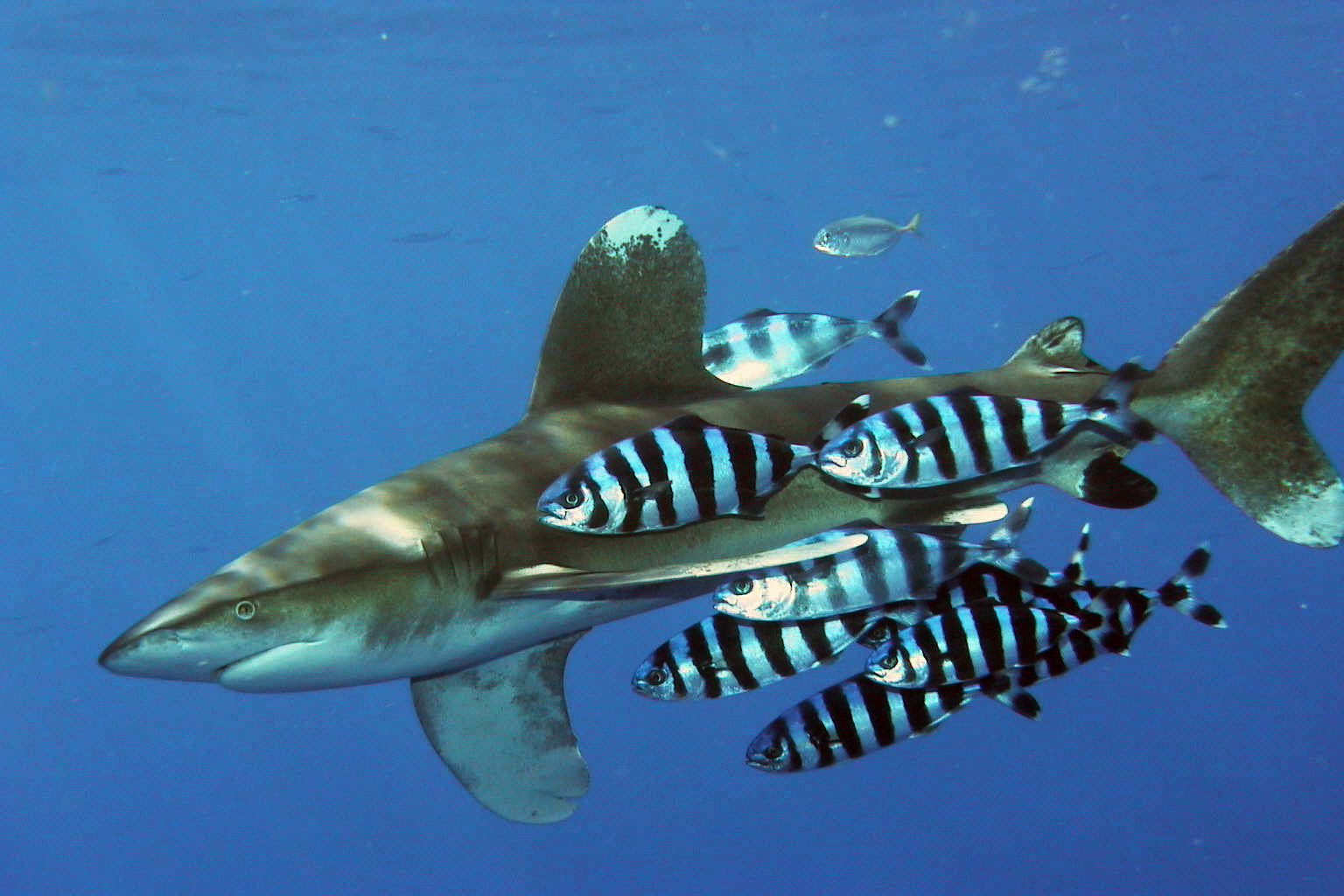
Un pinna bianca oceanico fotografato presso la barriera corallina di Elphinstone, nel Mar Rosso, in Egitto, accompagnato da pesci pilota.

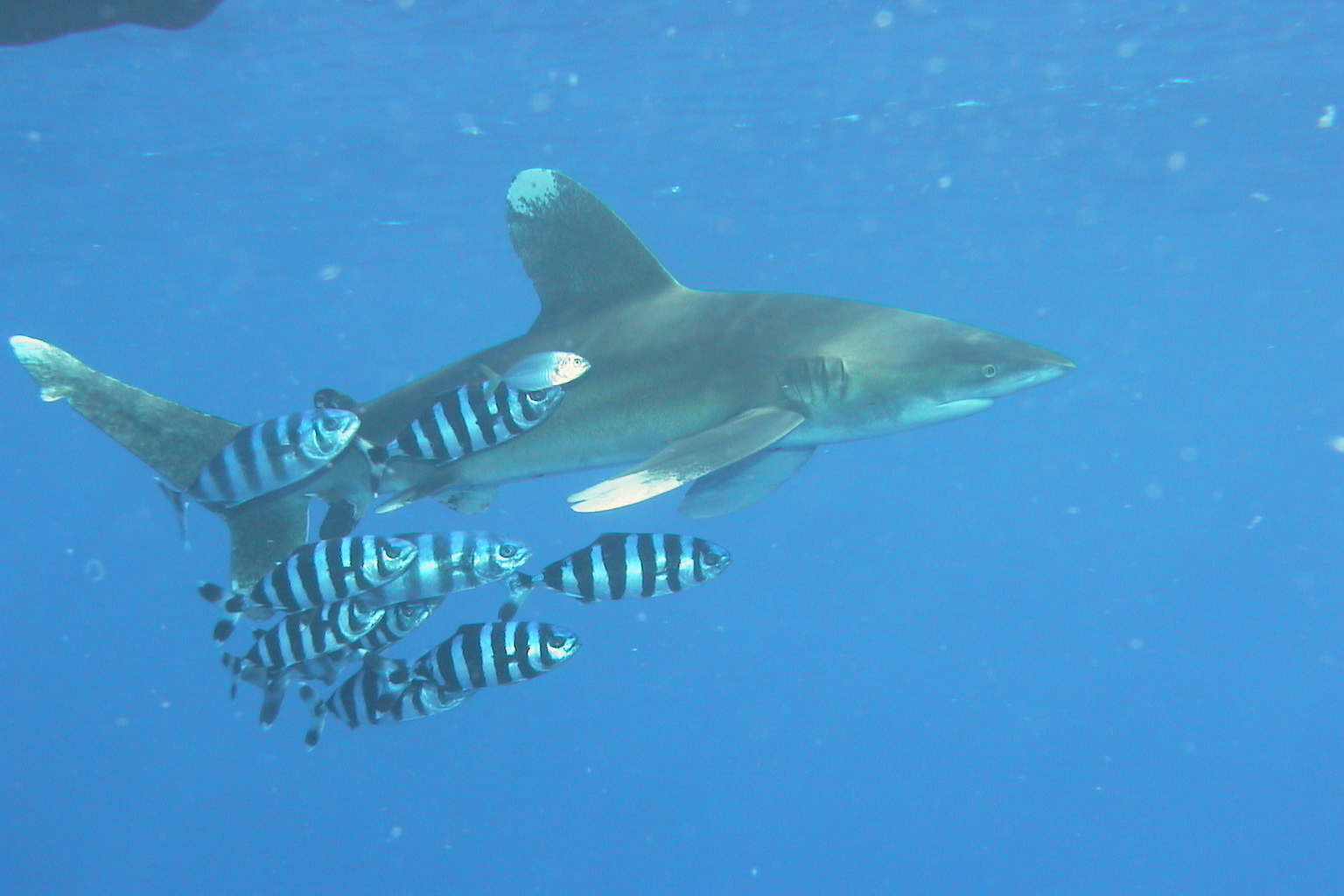
Foto allo stesso pinna bianca oceanico, da diversa angolazione.

Lo squalo pinna bianca oceanico è in genere solitario e si muove lentamente al di sopra di vaste zone disabitate, alla ricerca di fonti di cibo. Fino al XVI secolo, gli squali erano noti ai marinai come “pescecani” soprattutto perché proprio il pinna bianca oceanico, il più comune squalo inseguitore di navi, esibiva un comportamento da cane quando veniva attirato il suo interesse. Se attirato da qualcosa che identificava come cibo, il pesce iniziava a muoversi in modo avido, e cominciava ad avvicinarsi in modo cauto, ma testardo, ritirandosi a distanza di sicurezza se allontanato, ma tenendosi pronto a scattare se se ne fosse presentata l'occasione. Questo squalo non è un animale veloce, ma è capace di sorprendenti scatti improvvisi. Si trova comunemente in competizione per il cibo con i Carcharhinus falciformis, compensando la sua nuotata lenta con un atteggiamento molto aggressivo.
Dei gruppi si possono formare quando esemplari che vivono nella stessa zona convergono su un territorio di caccia favorevole. Sembra che questo meccanismo non scatti di per sé per la presenza in acqua di sangue, o per una strana “sete di sangue”, ma per l'ipersensibilità comune ai membri della specie e per la loro capacità di raggiungere direttamente un obiettivo senza sprechi di energia (in assenza di cibo infatti mantengono un moto calmo e ripetitivo attraverso l'oceano, conservando le energie per il momento del bisogno). È tuttavia uno squalo competitivo ed opportunista che preferisce cibarsi il più possibile se ne ha la possibilità, senza attendere un possibile pasto più semplice in futuro.
Non sembrano esserci meccanismi di segregazione guidati dal sesso d'appartenenza o dalle dimensioni, né ciò avviene nei riguardi di membri di altre specie. Questi squali si accompagnano a banchi di tonni e calamari, ed inseguono gruppi di cetacei, come i delfini, e pesci pilota in modo da sfruttarli come scovatori di prede. Hanno un istinto all'inseguimento delle esche così spiccato, nato da millenni di migrazioni, che inseguono le navi in transito sugli oceani. Durante la caccia alla balena, in acque calde, il pinna bianca oceanico è responsabile dei maggiori danneggiamenti alla carcassa galleggiante.

## Riproduzione
La stagione degli accoppiamenti è l'inizio dell'estate nel Nord-Ovest dell'Oceano Atlantico e nel Sud-Est dell'Oceano Indiano, mentre nell'Oceano Pacifico sono state pescate femmine con embrioni durante tutto il corso dell'anno, e questo fa pensare che in quella zona la stagione degli accoppiamenti sia più lunga. Questa specie è vivipara: gli embrioni si sviluppano "in utero" e sono nutriti da una sacca placentale. La gestazione dura un anno. La cucciolata può comprendere da uno a 15 esemplari, che nascono ad una lunghezza di circa 0,6 metri (24 in). Al momento della maturità sessuale, gli esemplari raggiungono invece la lunghezza di 1,75 metri (69 in) nei maschi e di 2 metri (80 in) nelle femmine.

## Interazioni con l'uomo
È una specie con un'elevata importanza commerciale in quanto le sue pinne sono utilizzate nella preparazione della zuppa di squalo, e dal suo grasso viene ricavato dell'olio. Viene consumato fresco, affumicato, essiccato e sotto sale, e la sua livrea è utilizzata per la produzione di pelli. È soggetto alla pesca attraverso il suo intero areale; anche se è spesso utilizzato come esca, perché insegue le traiettorie di altre specie.
Il famoso ricercatore oceanografico Jacques Cousteau ha descritto il pinna bianca oceanico come “il più pericoloso tra tutti gli squali”. A dispetto della grande notorietà del Grande squalo bianco e di altre specie che vivono più vicine a terra, il pinna bianca oceanico è considerato responsabile di più attacchi nei confronti dell'uomo di quanti ne abbiano compiuti tutte le altre specie messe assieme, essendo in genere il primo ad attaccare i superstiti dei disastri aerei e navali. Questi incidenti possono sembrare minoritari nel XXI secolo, ma un episodio basta a chiarire come fossero importanti in passato. Durante un solo incidente, accaduto dopo il siluramento dell'americana USS Indianapolis il 30 luglio 1945, tra i 600 e gli 800 marinai furono uccisi da squali. Si ipotizza che i responsabili della carneficina fossero stati branchi di pinna bianca oceanici. Sempre nella Seconda guerra mondiale avvenne qualcosa di simile, quando la “Nova Scotia”, un battello che trasportava circa un migliaio di persone nelle acque vicine al Sudafrica, fu silurato e affondato da un sottomarino tedesco. Ci furono soltanto 192 sopravvissuti, e la maggior parte delle morti è attribuita al pinna bianca oceanico.
Questa specie rappresenta un rischio minimo per i bagnanti e per gli sportivi, ma è letale per gli uomini che per qualche motivo si trovino in oceano aperto e che possano essere visti come prede.
Anche se il pinna bianca oceanico è molto opportunista e aggressivo, ed è noto per aver attaccato l'uomo per cibarsi, gli incontri con subacquei sportivi in certe località sono consueti ed emozionanti. Essi devono però mantenere alcuni accorgimenti: avvicinarsi solo con estrema cautela, non fiocinare pesci in presenza dello squalo, e se esso si facesse troppo curioso e si avvicinasse troppo, uscire dall'acqua al più presto possibile. Per gli squali in generale si consiglia di colpirli sul muso, sugli occhi o sulle branchie qualora premessero contro il corpo del sommozzatore, ma questa procedura non sembra avere effetto sul pinna bianca oceanico.

## Conservazione
Nel 1969, Lineaweaver and Backus hanno scritto sulla specie in questione: "è straordinariamente abbondante, forse il più numeroso tra i grandi animali, cioè quelli pesanti più di 100 libbre [45 kg], sulla faccia della Terra". Ci sono stati soltanto pochi studi più approfonditi sulla popolazione degli squali alalunga fino al 2003, quando si stimò che il loro numero nel Atlantico Nord-occidentale ed Occidentale fosse calato del 70% tra il 1992 ed il 2000.
Un altro studio concentrato sul Golfo del Messico, che ha usato un mix di dati statunitensi degli anni '50, con altri dei tardi anni '90, ha stimato, in quella zona, una diminuzione di popolazione del 99.3% tra i due periodi. Non sono stati tuttavia in quest'analisi considerati né i cambiamenti nella pesca, né i diversi metodi di raccoglimento dei dati, perciò la stima è oggi messa in discussione.
In seguito a queste scoperte lo status della specie sulla IUCN Red List è stato cambiato in “Critico” globalmente (da VU) ed in “Critico” nell'Atlantico Nord-occidentale ed Occidentale.
Dopo l'Accordo ONU sugli Stock di Pesce del 1995 i Paesi costieri e nei quali si pratica la pesca sono stati obbligati ad adottare misure per assicurare la conservazione di una lista di specie, ma pochi progressi sono stati fatti in questa direzione per quanto riguarda il pinna bianca oceanico.